# Eleição municipal de Fortaleza em 2024
A eleição municipal de Fortaleza em 2024 foi realizada em dois turnos, nos dias 6 e 27 de outubro, ambos domingos, com base no calendário eleitoral para todas os municípios do Brasil naquele ano definido pelo Tribunal Superior Eleitoral (TSE). Foi a 17.ª eleição por voto direto ocorrida na capital do Ceará em 298 anos e a 12.ª após a redemocratização do Brasil, em 1985. 1,76 milhão de pessoas aptas a votar puderam eleger um prefeito, um vice-prefeito e 43 vereadores, que exercerão um mandato de quatro anos, de 1.º de janeiro de 2025 a 1.º de janeiro de 2029.
O deputado estadual do Ceará Evandro Leitão, filiado ao Partido dos Trabalhadores (PT), venceu a disputa para a prefeitura no segundo turno com mais de 716 mil votos, equivalentes a 50,38% dos totais válidos, contra o deputado federal André Fernandes, do Partido Liberal (PL), que obteve 705 mil (49,62% dos válidos). A diferença de 10 mil votos entre ambos os candidatos tornou o pleito de 2024 o mais acirrado de Fortaleza desde 1988. O primeiro turno contou com outros sete candidatos, entre eles o prefeito José Sarto, do Partido Democrático Trabalhista (PDT). Eleito em 2020, Sarto tentou a reeleição, mas não alcançou a segunda fase da disputa por ter sido o terceiro colocado, com 11,76% dos votos válidos, virando o primeiro prefeito a não conseguir um segundo mandato na história da cidade.
A eleição ficou marcada por uma disputa centrada entre quatro principais candidatos — André, Evandro, Sarto e Capitão Wagner, do União Brasil, que tentava ser o prefeito pela terceira vez consecutiva. Desde mais de um ano antes do início oficial da campanha, Wagner liderava as pesquisas de intenções de voto, enquanto Sarto, com uma gestão mal avaliada pela população, aparecia disputando o segundo lugar com outros pré-candidatos. À medida em que o primeiro turno prosseguiu, Wagner viu seus números caírem enquanto André e Evandro cresceram ao ponto de liderarem as pesquisas empatados nas margens de erro. A mudança ocasionou maior intensidade nos ataques de Wagner a André e Sarto a Evandro nas propagandas de rádio e televisão, uma vez que ambos tomavam a frente de seus respectivos campos políticos.
A ida ao segundo turno de André e Evandro, que estiveram em primeiro e segundo lugar respectivamente, foi classificada como uma reprise da polarização presente na eleição presidencial de 2022, quando Luiz Inácio Lula da Silva, do PT, e Jair Bolsonaro, do PL, fizeram uma apertada disputa em números. Com a vitória de Evandro, o PT retornou à prefeitura de Fortaleza doze anos após Luizianne Lins deixar o cargo. A capital cearense foi a única do Brasil onde o partido conseguiu eleger um candidato a prefeito.

## Contexto

### Eleição municipal de 2020 e governo Sarto
A última eleição municipal de Fortaleza, realizada em 2020, foi vencida no segundo turno por José Sarto, filiado ao Partido Democrático Trabalhista, que obteve 668 652 votos, ou 51,69% dos válidos, ante os 624 892, ou 48,31%, de Capitão Wagner, do Partido Republicano da Ordem Social (PROS). Sua vitória representou a de um governo de continuidade, uma vez que o então prefeito Roberto Cláudio, também do PDT, foi seu principal cabo eleitoral em todo o pleito, além de também ter como aliado o governador do Ceará Camilo Santana, do Partido dos Trabalhadores, e os irmãos Cid Gomes e Ciro Gomes, ambos do PDT e importantes figuras políticas do estado. Iniciada em janeiro de 2021, a gestão de Sarto foi pontualmente desaprovada por mais de 50% dos entrevistados em pesquisas de opinião, e, apesar de ter melhorado os índices ao longo de 2023 devido a um programa de investimentos e intervenções na cidade, chegou a ser o quarto colocado entre os prefeitos das 26 capitais brasileiras num relatório publicado pela Atlasintel em janeiro de 2024, tendo uma desaprovação de 45% e avaliação indefinida de 31%.

### Eleição para governador de 2022
Na eleição para governador do Ceará em 2022 o PDT optou por não lançar sua filiada Izolda Cela, governadora em exercício após a renúncia do titular Camilo Santana para que se candidatasse a senador, em detrimento do colega de partido Roberto Cláudio à sucessão do cargo, causando um rompimento da aliança estadual de anos com o PT. A legenda petista então escolheu como candidato Elmano de Freitas, que sagrou-se vitorioso ainda no primeiro turno com 54,02% dos votos válidos. No entanto, em Fortaleza, seu adversário direto Capitão Wagner, agora filiado ao União Brasil, recebeu uma votação de 40,51%, enquanto o petista recebeu 37,62%; Roberto Cláudio foi o terceiro colocado tanto na capital quanto no estado. Após a eleição o senador Cid Gomes tentou construir uma reaproximação com o PT, porém o movimento foi reprovado pela ala do PDT ligada a Roberto Cláudio e Ciro Gomes, que rompeu politicamente com seu irmão, ocasionando a saída de Cid e seu grupo da sigla.

## Campanhas
André Fernandes (PL)
O deputado federal André Fernandes anunciou sua pré-candidatura em 2023 em meio a uma troca no diretório estadual do Partido Liberal, pois o novo presidente tem proximidade ideológica com o direitista Jair Bolsonaro, presidente da República de 2019 a 2023 que tentou a reeleição pelo partido na disputa de 2022, vencida por Luiz Inácio Lula da Silva, do PT, enquanto o antigo tinha um histórico de alianças com os irmãos Ferreira Gomes, causando desentendimentos internos. André oficializou seu nome para concorrer à prefeitura em 11 de abril de 2024 num evento em Fortaleza onde estiveram presentes figuras locais e nacionais do PL, entre eles Bolsonaro. A oficialização ocorreu em 2 de agosto num restaurante da capital, onde também compareceu a advogada Alcyvania Pinheiro, do mesmo partido, escolhida para o cargo de vice-prefeita.
Capitão Wagner (UNIÃO)
Capitão Wagner indicou em fevereiro de 2023 que poderia ser novamente candidato a prefeito de Fortaleza, cargo pelo qual concorreu em 2016 e 2020, demonstrando otimismo por ter perdido a última eleição para Sarto por uma margem de votos apertada e ficado em primeiro lugar na cidade na eleição para governador em 2022. Ele chegou a sinalizar uma aliança entre nomes da direita conservadora cearense que acabaram por também concorrerem ao cargo. Wagner anunciou sua pré-candidatura em 6 de junho de 2024 durante o encontro estadual do União Brasil em Fortaleza, e a oficialização ocorreu em 3 de agosto no ginásio do Colégio Tiradentes, no Centro de Fortaleza, onde compareceram figuras como o prefeito de Maracanaú Roberto Pessoa e o ex-governador do Ceará Lúcio Alcântara. Para o cargo de vice foi apresentada a nutricionista e conselheira tutelar Edilene Pessoa, também do União Brasil.
Chico Malta (PCB)
O Partido Comunista Brasileiro (PCB) oficializou em 3 de agosto de 2024, numa convenção no bairro Benfica, em Fortaleza, a candidatura do advogado e sindicalista Chico Malta à prefeitura de Fortaleza, que também foi candidato a governador do Ceará em 2022. Para ser o candidato a vice foi escolhido o nome do dirigente sindical Roberto Santos, militante na área da construção civil.
Após o início do período eleitoral, a candidatura de Malta foi indeferida pela 114.ª Zona Eleitoral de Fortaleza em atendimento a uma manifestação do Ministério Público Eleitoral, que indicou que o diretório municipal do PCB estava suspenso por falta de prestação de contas de 2021. O processo de regularização ainda estava em fase inicial e seria necessária a autorização da Justiça Eleitoral em trânsito em julgado para que o partido pudesse concorrer às eleições. Com o indeferimento mantido pela Justiça estadual, a campanha está recorrendo ao Tribunal Superior Eleitoral.
Eduardo Girão (NOVO)
O senador Eduardo Girão anunciou sua pré-candidatura em 25 de novembro de 2023 num encontro estadual do Partido Novo na Assembleia Legislativa do Estado do Ceará (ALECE), em que estiveram presentes suas lideranças nacionais. A oficialização ocorreu em 3 de agosto de 2024 no hotel Mareiro Beira Mar, em Fortaleza, onde também foi apresentada a odontóloga e empresária Silvana Bezerra, do mesmo partido, para o cargo de vice-prefeita.
Evandro Leitão (PT)
Ao mesmo tempo em que o grupo de Ciro Gomes no PDT travou disputas internas no diretório estadual com o de Cid Gomes, aliado ao atual governador Elmano de Freitas, deputados estaduais do PT e apoiadores mobilizaram-se para defender o presidente da ALECE Evandro Leitão como candidato a prefeito em 2024, fazendo-o se desfiliar do PDT para ingressar na legenda petista. Entretanto, dentro do partido, seus filiados dividiram-se entre preferir por nomes tradicionais, como o de Luizianne Lins, prefeita da capital de 2005 a 2013 e candidata em 2016 e 2020, e pela renovação, havendo uma disputa acirrada, principalmente, com os deputados estaduais Larissa Gaspar e Guilherme Sampaio e o assessor do governo cearense Artur Bruno, além do recém-filiado Evandro. A filiação de Cid e seus aliados ao Partido Socialista Brasileiro (PSB) em fevereiro de 2024 tornou viável o diálogo dos petistas sobre sua entrada na coligação, havendo uma preferência da legenda socialista por indicar um candidato a vice.
Após garantir apoio, em 7 de abril de 2024, de maior parte dos 199 filiados ao PT selecionados para escolher a chapa do representante do partido ao Executivo municipal, Evandro foi oficializado pré-candidato numa votação em 21 de abril em Fortaleza, onde 141 petistas o elegeram e 58 se abstiveram. Luizianne Lins chegou a inscrever sua chapa na votação do processo, porém a retirada foi feita minutos antes do pleito interno; Larissa Gaspar não conseguiu oficializar sua chapa por não alcançar a porcentagem mínima de apoios, enquanto Artur Bruno e Guilherme Sampaio optaram por retirar seus nomes.
A oficialização da candidatura ocorreu em 3 de agosto no Centro de Formação Olímpica, em Fortaleza, com a presença de Elmano, Camilo Santana e do presidente Lula. Posteriormente a Justiça Eleitoral determinou a retirada de vídeos da convenção da Internet, acatando a uma representação do PL, que alegou a promoção de "um evento político de vasta magnitude, assemelhado a um comício", antes do período oficial de campanha, o que o magistrado corroborou afirmando ser uma "propaganda eleitoral antecipada". O Partido Social Democrático (PSD), cujo filiado Célio Studart, deputado federal, tentou sem sucesso apresentar-se como candidato a prefeito, venceu uma disputa com o PSB e teve escolhida para o cargo de vice-prefeita a médica Gabriella Aguiar.
George Lima (Solidariedade)
Apesar de o Solidariedade compor a base aliada a Elmano de Freitas na ALECE, não houve acordo para que seus filiados apoiassem a candidatura de Evandro Leitão. O partido anunciou em 5 de agosto de 2024, num evento no bairro Aldeota, em Fortaleza, o empresário George Lima  como seu candidato a prefeito e a advogada e filantropa Rachel Girão como vice. Ambos são os únicos nomes lançados na eleição pela agremiação, que decidiu não apresentar postulantes à Câmara Municipal de Fortaleza.
José Sarto (PDT)
Cerca de dois anos antes do pleito Sarto afirmou que poderia disputar a reeleição contanto que fosse uma decisão do PDT. Ao longo de 2023 sua candidatura era dada como certa por colegas de partido como Roberto Cláudio e Ciro Gomes e seu presidente nacional interino André Figueiredo, além de haver conversas de viabilização com os oito partidos governistas da Câmara Municipal. Sua candidatura foi oficializada em 28 de julho de 2024 numa convenção do PDT no Colégio Farias Brito, no bairro Benfica, onde também foi definido que o atual vice-prefeito Élcio Batista, do Partido da Social Democracia Brasileira (PSDB), concorrerá novamente ao cargo. Ciro, Roberto e Figueiredo estiveram presentes na cerimônia.
Tecio Nunes (PSOL)
O Partido Socialismo e Liberdade (PSOL) debateu optar por uma candidatura própria ou convidar partidos e movimentos sociais para integrar sua chapa, tendo como peso a presença da filiada Adelita Monteiro na base do governo de Elmano. O Rede Sustentabilidade, apesar de formar uma federação nacional com os psolistas desde 2022, apresentou Cindy Carvalho como postulante ao Executivo municipal, e as duas siglas precisaram entrar num acordo. A Federação PSOL Rede definiu Tecio Nunes como pré-candidato a prefeito e Cindy Carvalho como vice em 4 de maio de 2024, e a oficialização ocorreu em 4 de agosto numa convenção no Teatro São José, em Fortaleza.
Inicialmente o PCB também esteve envolvido em conversas para integrar a candidatura antes de lançar Chico Malta como postulante a prefeito. A chapa recebeu o apoio da Unidade Popular (UP), que chegou a apresentar o historiador Haroldo Neto como seu candidato; ele passou a disputar uma cadeira da Câmara Municipal.
Zé Batista (PSTU)
O Partido Socialista dos Trabalhadores Unificado (PSTU) apresentou para disputar a prefeitura de Fortaleza, em 24 de junho de 2024, o nome do sindicalista Zé Batista, que também foi postulante a vereador da cidade em 2020 e a governador do Ceará em 2022. Ele e Malu Costa, do mesmo partido, como candidata a vice, tiveram a candidatura oficializada em 27 de julho numa convenção em Fortaleza.

## Candidatos à prefeitura
A seguir estão relacionados os candidatos à prefeitura de Fortaleza pela ordem do número eleitoral. Os nomes estão colocados como foram inscritos no TSE.
| N.º | Prefeito(a)  | Prefeito(a)                                | Prefeito(a)         | Prefeito(a)                                                                            | Vice-prefeito(a) | Vice-prefeito(a) | Vice-prefeito(a)                                         | Vice-prefeito(a)         | Vice-prefeito(a)                                        | Coligação Partidos                                                                                       | Ref.   |
| N.º | Candidato(a) | Candidato(a)                               | Partido Federação   | Cargos relevantes                                                                      | Candidato(a)     | Candidato(a)     | Candidato(a)                                             | Partido Federação        | Cargos relevantes                                       | Coligação Partidos                                                                                       | Ref.   |
| --- | ------------ | ------------------------------------------ | ------------------- | -------------------------------------------------------------------------------------- | ---------------- | ---------------- | -------------------------------------------------------- | ------------------------ | ------------------------------------------------------- | --- | ------ |
| 12  |              | José Sarto José Sarto Nogueira Moreira     | PDT                 | - Prefeito de Fortaleza (2021–atualidade)                                              |                  |                  | Élcio Batista                                            | PSDB Fed. PSDB Cidadania | - Vice-prefeito de Fortaleza (2021–atualidade)          | Fortaleza Não Pode Parar (Agir, Avante, DC, MOBILIZA, PDT, Fed. PSDB Cidadania (PSDB e Cidadania) e PRD) | [ 42 ] |
| 13  |              | Evandro Leitão Evandro Sá Barreto Leitão   | PT FE Brasil        | - Deputado estadual do Ceará (2015–atualidade) - Presidente da ALECE (2021–atualidade) |                  |                  | Gabriella Aguiar Gabriella Pequeno Costa Gomes de Aguiar | PSD                      | - Deputada estadual do Ceará (2023–atualidade) - Médica | Juntos, Fortaleza Pode Muito Mais (FE Brasil (PT, PCdoB e PV), PP, PSB, PSD, Republicanos e MDB)         | [ 43 ] |
| 16  |              | Zé Batista                                 | PSTU                | - Sindicalista                                                                         |                  |                  | Malu Costa                                               | PSTU                     | - Sindicalista                                          | Partido Isolado                                                                                          | [ 44 ] |
| 21  |              | Chico Malta                                | PCB                 | - Advogado; - Sindicalista                                                             |                  |                  | Roberto Cabeludo                                         | PCB                      | - Dirigente sindical                                    | Partido Isolado                                                                                          | [ 45 ] |
| 22  |              | André FernandesAndré Fernandes de Moura    | PL                  | - Deputado federal pelo Ceará (2023–atualidade)                                        |                  |                  | Alcyvania Pinheiro                                       | PL                       | - Advogada - Professora universitária                   | Partido Isolado                                                                                          | [ 46 ] |
| 30  |              | Eduardo Girão Luís Eduardo Grangeiro Girão | NOVO                | - Senador pelo Ceará (2019–atualidade)                                                 |                  |                  | Silvana Bezerra                                          | NOVO                     | - Odontóloga - Empresária                               | Partido Isolado                                                                                          | [ 47 ] |
| 44  |              | Capitão Wagner Wagner Sousa Gomes          | UNIÃO               | - Deputado federal pelo Ceará (2019–2023)                                              |                  |                  | Edilene Santos                                           | UNIÃO                    | - Nutricionista - Conselheira tutelar                   | Partido Isolado                                                                                          | [ 48 ] |
| 50  |              | Tecio Nunes                                | PSOL Fed. PSOL REDE | - Produtor cultural                                                                    |                  |                  | Cindy Carvalho                                           | REDE Fed. PSOL REDE      | - Presidente do REDE Ceará                              | Construindo a Nossa Fortaleza (Fed. PSOL REDE (PSOL e REDE) e UP)                                        | [ 49 ] |
| 77  |              | George Lima                                | Solidariedade       | - Deputado estadual do Ceará (2021–2023) - Empresário                                  |                  |                  | Rachel Girão                                             | Solidariedade            | - Advogada - Filantropa                                 | Partido Isolado                                                                                          | [ 50 ] |

## Candidatos à vereança
As eleições municipais de 2024 foram as primeiras após uma alteração no Código Eleitoral Brasileiro, publicada em 2021, que autorizou os partidos a registrarem candidatos para "as Câmaras Municipais no total de até 100% do número de lugares a preencher mais um"; na Câmara de Fortaleza 43 cadeiras estão em disputa. A tabela abaixo relaciona todos os candidatos a vereador da capital cearense agrupados pelas coligações e federações que pleiteiam a prefeitura de Fortaleza. Do total, 33 estiveram inaptos pela Justiça Eleitoral a disputar.
| Coligação ao executivo                             | Partido ou federação | Partido ou federação | Candidatos | Candidatos | Candidatos | Candidatos |
| -------------------------------------------------- | -------------------- | -------------------- | ---------- | ---------- | ---------- | ---------- |
| Fortaleza Não Pode Parar (306 candidatos)          |                      | Agir                 | 46         | 46         | 46         | 46         |
| Fortaleza Não Pode Parar (306 candidatos)          |                      | Avante               | 38         | 38         | 38         | 38         |
| Fortaleza Não Pode Parar (306 candidatos)          |                      | DC                   | 47         | 47         | 47         | 47         |
| Fortaleza Não Pode Parar (306 candidatos)          |                      | MOBILIZA             | 42         | 42         | 42         | 42         |
| Fortaleza Não Pode Parar (306 candidatos)          |                      | PDT                  | 44         | 44         | 44         | 44         |
| Fortaleza Não Pode Parar (306 candidatos)          | Fed. PSDB Cidadania  | Fed. PSDB Cidadania  |            | PSDB       | 28         | 45         |
| Fortaleza Não Pode Parar (306 candidatos)          | Fed. PSDB Cidadania  | Fed. PSDB Cidadania  |            | Cidadania  | 17         | 45         |
| Fortaleza Não Pode Parar (306 candidatos)          |                      | PRD                  | 44         | 44         | 44         | 44         |
| Juntos, Fortaleza Pode Muito Mais (257 candidatos) | FE Brasil            | FE Brasil            |            | PT         | 30         | 44         |
| Juntos, Fortaleza Pode Muito Mais (257 candidatos) | FE Brasil            | FE Brasil            |            | PCdoB      | 4          | 44         |
| Juntos, Fortaleza Pode Muito Mais (257 candidatos) | FE Brasil            | FE Brasil            |            | PV         | 10         | 44         |
| Juntos, Fortaleza Pode Muito Mais (257 candidatos) |                      | PP                   | 43         | 43         | 43         | 43         |
| Juntos, Fortaleza Pode Muito Mais (257 candidatos) |                      | PSB                  | 44         | 44         | 44         | 44         |
| Juntos, Fortaleza Pode Muito Mais (257 candidatos) |                      | PSD                  | 45         | 45         | 45         | 45         |
| Juntos, Fortaleza Pode Muito Mais (257 candidatos) |                      | Republicanos         | 37         | 37         | 37         | 37         |
| Juntos, Fortaleza Pode Muito Mais (257 candidatos) |                      | MDB                  | 44         | 44         | 44         | 44         |
| Construindo a Nossa Fortaleza (32 candidatos)      | Fed. PSOL REDE       | Fed. PSOL REDE       |            | PSOL       | 24         | 30         |
| Construindo a Nossa Fortaleza (32 candidatos)      | Fed. PSOL REDE       | Fed. PSOL REDE       |            | REDE       | 6          | 30         |
| Construindo a Nossa Fortaleza (32 candidatos)      |                      | UP                   | 2          | 2          | 2          | 2          |
| Sem coligação                                      |                      | NOVO                 | 41         | 41         | 41         | 41         |
| Sem coligação                                      |                      | PL                   | 44         | 44         | 44         | 44         |
| Sem coligação                                      |                      | PODE                 | 44         | 44         | 44         | 44         |
| Sem coligação                                      |                      | PSTU                 | 3          | 3          | 3          | 3          |
| Sem coligação                                      |                      | UNIÃO                | 45         | 45         | 45         | 45         |
| Total                                              | 771                  | 771                  | 771        | 771        | 771        | 771        |
| Ref.:                                              |                      |                      |            |            |            |            |

## Votação
Em conformidade com o calendário oficial divulgado pelo TSE em janeiro de 2024, o primeiro turno da eleição municipal foi realizado em 6 de outubro e o segundo turno ocorreu em 27 de outubro porque o candidato a prefeito mais votado não atingiu a metade mais um dos votos válidos; ambas as datas foram domingos. Ainda como define o artigo 144 do Código Eleitoral Brasileiro as votações ocorreram das 8h às 17h pelo horário de Brasília.
Fortaleza contou em 2024 com 1,76 milhão de pessoas aptas a votar, o que correspondeu a cerca de 73% de sua população total (2,42 milhões) segundo o censo demográfico realizado no Brasil em 2022. O número é 3% menor que o do período da eleição de 2020, quando 1,82 milhão estavam cadastradas. A cidade é dividida em dezessete zonas eleitorais com 669 locais de votação e 5 400 seções. Os eleitores tiveram até 8 de maio para regularizar seus títulos e realizar o cadastro biométrico nos locais de atendimento do Tribunal Regional Eleitoral do Ceará (TRE-CE).

## Resultados
A seguir as tabelas com os resultados da eleição para prefeito e vereador em Fortaleza.

### Prefeito
| Candidatos                | Candidatos                  | Vices                     | Vices                        | Votação                | Votação                | Votação                 | Votação                 |
| Candidatos                | Candidatos                  | Vices                     | Vices                        | 1.º turno 6 de outubro | 1.º turno 6 de outubro | 2.º turno 27 de outubro | 2.º turno 27 de outubro |
| Candidatos                | Candidatos                  | Vices                     | Vices                        | Total                  | Percentagem            | Total                   | Percentagem             |
| ------------------------- | --------------------------- | ------------------------- | ---------------------------- | ---------------------- | ---------------------- | ----------------------- | ----------------------- |
|                           | Evandro Leitão (PT)         |                           | Gabriella Aguiar (PSD)       | 480 174                | 34,36%                 | 716 133                 | 50,38%                  |
|                           | André Fernandes (PL)        |                           | Alcyvania Pinheiro (PL)      | 562 305                | 40,24%                 | 705 295                 | 49,62%                  |
|                           | José Sarto (PDT)            |                           | Élcio Batista (PSDB)         | 164 402                | 11,76%                 | não participaram        | não participaram        |
|                           | Capitão Wagner (UNIÃO)      |                           | Edilene Santos (UNIÃO)       | 159 426                | 11,41%                 | não participaram        | não participaram        |
|                           | Eduardo Girão (NOVO)        |                           | Silvana Bezerra (NOVO)       | 14 878                 | 1,06%                  | não participaram        | não participaram        |
|                           | Tecio Nunes (PSOL)          |                           | Cindy Carvalho (REDE)        | 8 923                  | 0,64%                  | não participaram        | não participaram        |
|                           | George Lima (Solidariedade) |                           | Rachel Girão (Solidariedade) | 6 803                  | 0,49%                  | não participaram        | não participaram        |
|                           | Zé Batista (PSTU)           |                           | Malu Costa (PSTU)            | 615                    | 0,04%                  | não participaram        | não participaram        |
|                           | Chico Malta (PCB)           |                           | Roberto Cabeludo (PCB)       | 0                      | 0%                     | não participaram        | não participaram        |
| Total de votos válidos    | Total de votos válidos      | Total de votos válidos    | Total de votos válidos       | 1 397 526              | 93,48%                 | 1 421 428               | 95,44%                  |
| Votos nulos               | Votos nulos                 | Votos nulos               | Votos nulos                  | 57 003                 | 3,81%                  | 43 509                  | 2,92%                   |
| Votos em branco           | Votos em branco             | Votos em branco           | Votos em branco              | 39 328                 | 2,63%                  | 24 415                  | 1,64%                   |
| Votos anulados sub judice | Votos anulados sub judice   | Votos anulados sub judice | Votos anulados sub judice    | 1 205                  | 0,08%                  | 0                       | 0%                      |
| Total                     | Total                       | Total                     | Total                        | 1 495 062              | 84,48%                 | 1 489 352               | 84,15%                  |
| Abstenções                | Abstenções                  | Abstenções                | Abstenções                   | 274 619                | 15,52%                 | 280 329                 | 15,85%                  |
| Total de inscritos        | Total de inscritos          | Total de inscritos        | Total de inscritos           | 1 769 681              | 1 769 681              | 1 769 681               | 1 769 681               |

| Partido | Partido       | Candidato       | Votos     | Votos (%) |
| ------- | ------------- | --------------- | --------- | --------- |
|         | PL            | André Fernandes | 562 305   | 40,24%    |
|         | PT            | Evandro Leitão  | 480 174   | 34,36%    |
|         | PDT           | José Sarto      | 164 402   | 11,76%    |
|         | UNIÃO         | Capitão Wagner  | 159 426   | 11,41%    |
|         | NOVO          | Eduardo Girão   | 14 878    | 1,06%     |
|         | PSOL          | Tecio Nunes     | 8 923     | 0,64%     |
|         | Solidariedade | George Lima     | 6 803     | 0,49%     |
|         | PSTU          | Zé Batista      | 615       | 0,04%     |
|         | PCB           | Chico Malta     | 0         | 0%        |
| Totais  | Totais        | Totais          | 1 397 526 |           |

| Partido | Partido | Candidato       | Votos     | Votos (%) |
| ------- | ------- | --------------- | --------- | --------- |
|         | PT      | Evandro Leitão  | 716 133   | 50,38%    |
|         | PL      | André Fernandes | 705 295   | 49,62%    |
| Totais  | Totais  | Totais          | 1 421 428 |           |

### Vereadores
Reeleito
| Candidato(a) | Candidato(a)               | Partido Federação             | Votos  | Critério de eleição |
| ------------ | -------------------------- | ----------------------------- | ------ | ------------------- |
|              | Priscila Costa             | PL                            | 36 226 | QP                  |
|              | Gabriel Biologia           | PSOL Fed. PSOL REDE           | 30 682 | QP                  |
|              | Bella Carmelo              | PL                            | 28 138 | QP                  |
|              | Ronaldo Martins            | Republicanos                  | 20 288 | QP                  |
|              | Emanuel Acrizio            | Avante                        | 16 083 | QP                  |
|              | Gardel Rolim               | PDT                           | 16 053 | QP                  |
|              | Marcel Colares             | PDT                           | 15 259 | QP                  |
|              | Adail Jr.                  | PDT                           | 14 262 | QP                  |
|              | Bruno Mesquita             | PSD                           | 14 189 | QP                  |
|              | Erich Douglas              | PSD                           | 13 250 | QP                  |
|              | Paulo Martins              | PDT                           | 12 935 | QP                  |
|              | Apollo Vicz                | PSD                           | 12 772 | QP                  |
|              | Eudes Bringel              | PSD                           | 12 772 | média               |
|              | Márcio Martins             | UNIÃO                         | 12 044 | QP                  |
|              | Kátia Rodrigues            | PDT                           | 11 957 | QP                  |
|              | Dr. Luciano Girão          | PDT                           | 11 527 | QP                  |
|              | Jorge Pinheiro             | PSDB Fed. PSDB Cidadania      | 11 355 | QP                  |
|              | Wellington Sabóia          | PODE                          | 11 014 | QP                  |
|              | PPCell                     | PDT                           | 10 999 | média               |
|              | Jânio Henrique             | PDT                           | 10 967 | média               |
|              | Julierme Sena              | PL                            | 10 391 | QP                  |
|              | Ana Aracapé                | Avante                        | 10 322 | QP                  |
|              | Germano He Man             | MOBILIZA                      | 10 159 | QP                  |
|              | Professor Enilson          | Cidadania Fed. PSDB Cidadania | 10 155 | média               |
|              | Aglaylson                  | PT FE Brasil                  | 9 603  | QP                  |
|              | Michel Lins                | PRD                           | 9 563  | QP                  |
|              | Chiquinho dos Carneiros    | PRD                           | 9 552  | QP                  |
|              | Carla do Acilon            | DC                            | 9 413  | QP                  |
|              | Adriana Gerônimo           | PSOL Fed. PSOL REDE           | 9 091  | média               |
|              | Leo Couto                  | PSB                           | 8 975  | QP                  |
|              | Pedro Matos                | Avante                        | 8 868  | QP                  |
|              | Benigno Junior             | Republicanos                  | 8 350  | QP                  |
|              | Professora Adriana Almeida | PT FE Brasil                  | 8 080  | QP                  |
|              | Mari Lacerda               | PT FE Brasil                  | 8 034  | QP                  |
|              | Inspetor Alberto           | PL                            | 7 913  | QP                  |
|              | Julio Brizzi               | PT FE Brasil                  | 7 767  | média               |
|              | Bá                         | PSB                           | 7 528  | média               |
|              | Marcelo Mendes             | PL                            | 7 199  | média               |
|              | Professor Aguiar Toba      | PRD                           | 7 008  | QP                  |
|              | Soldado Noelio             | UNIÃO                         | 6 851  | QP                  |
|              | Luiz Paupina               | Agir                          | 6 037  | QP                  |
|              | Irmão Léo                  | PP                            | 5 213  | QP                  |
|              | Marcos Paulo               | PP                            | 4 992  | QP                  |

## Distribuição do horário eleitoral
A Comissão de Propaganda Eleitoral do TRE-CE realizou em 19 de agosto uma audiência para a distribuição do horário eleitoral gratuito em Fortaleza. De 30 de agosto a 3 de outubro, foram veiculados blocos de dez minutos de propagandas dos candidatos a prefeito nas emissoras de rádio, às 7h e 12h, e de televisão, às 13h e 20h30, e inserções dos candidatos a prefeito e a vereador ao longo das suas programações; no segundo turno os programas eleitorais irão ao ar de 11 a 25 de outubro. Pela divisão dos tempos ser proporcional à representação dos partidos na Câmara dos Deputados, o PCB de Chico Malta, o PSTU de Zé Batista e o NOVO de Eduardo Girão não tiveram programas e inserções.
Horário eleitoral
- Evandro Leitão — 5 minutos e 1 segundo;
- André Fernandes — 1 minuto e 58 segundos;
- Capitão Wagner — 1 minuto e 14 segundos;
- José Sarto — 1 minuto e 1 segundo;
- Tecio Nunes — 25 segundos;
- George Lima — 17 segundos.

Inserções para prefeito
- Evandro Leitão — 1 479;
- André Fernandes — 581;
- Capitão Wagner — 367;
- José Sarto — 301;
- Tecio Nunes — 125;
- George Lima — 87.

Inserções para vereador
- PL — 361;
- FE Brasil — 298;
- UNIÃO — 220;
- PP — 178;
- MDB e PSD — 161;
- Republicanos — 154;
- Fed. PSDB Cidadania e PODE — 77;
- PDT — 73;
- Fed. PSOL REDE e PSB — 63;
- Avante — 38;
- PRD — 31.

A audiência definiu também as emissoras responsáveis pela geração dos programas eleitorais. No rádio a FM 99,9 ficou encarregada de levá-los ao ar para todas as estações nos primeiro e segundo turnos, enquanto para a televisão houve a seguinte divisão:
Primeiro turno
- TV Cidade — 30 de agosto a 10 de setembro;
- TV Verdes Mares — 11 a 22 de setembro;
- TV Jangadeiro — 23 de setembro a 3 de outubro.

Segundo turno
- TV Cidade — 11 a 15 de outubro;
- TV Jangadeiro — 16 a 20 de outubro;
- TV Verdes Mares — 21 a 25 de outubro.

## Pesquisas de opinião
A primeira pesquisa de opinião sobre pré-candidatos a prefeito de Fortaleza na eleição de 2024, divulgada pelo instituto Paraná Pesquisas em abril de 2023, ainda mostrava Capitão Wagner liderando nos dois cenários simulados em torno de 40%, com ampla vantagem sobre Sarto, que não passava de 20%. Ambos os cenários mostravam políticos de diferentes alas da oposição ao governo que poderiam candidatar-se ao cargo, entre eles Luizianne Lins, que em um dos cenários ficou à frente de Sarto em 12%. Em agosto uma pesquisa da Real Time Big Data realizada com quatro cenários confirmou a tendência de votos, com Wagner na liderança isolada e Sarto oscilando entre segundo e terceiro colocado dependendo da preferência por outros pré-candidatos proferidos pelos entrevistados. Em dezembro, antes do início do ano eleitoral, a Atlasintel divulgou que Wagner e Sarto apareceram tecnicamente empatados em dois cenários entre 25–28%, enquanto as candidaturas do PT foram mencionadas por 14–15% dos entrevistados.
Um novo levantamento do Paraná Pesquisas em março de 2024 constatou que, em dois cenários, Wagner seguia na liderança com 30–35% e Sarto na vice com 20%, além de André Fernandes entrar na disputa pelo terceiro lugar com 12–13% e Evandro Leitão vir logo atrás, enquanto numa terceira simulação Luizianne passava do prefeito por 21% a 17%. No fim de junho, com um cenário de postulantes mais estabelecido, o instituto Datafolha divulgou sua primeira pesquisa para o pleito municipal, que confirmou a liderança isolada de Wagner, com 32%, enquanto a preferência por Sarto era de 19% e a de André de 14%; Evandro e Girão seguiam abaixo de 10%. Já um levantamento do Paraná Pesquisas apontou também que Sarto era disparadamente o candidato mais rejeitado, com 39%; Wagner, André e Evandro apareciam com números entre 21–25%.
Primeiro turno
A tabela a seguir mostra que as primeiras pesquisas após o início da campanha eleitoral apresentavam praticamente o mesmo cenário das anteriores até que a Atlasintel divulgou, em 5 de setembro, a primeira captação do crescimento de André e Evandro, respectivamente com 25% e 24,2%, enquanto Wagner e Sarto passaram a ver seus números caírem. A partir do levantamento da Paraná Pesquisas de 23 de setembro, André e Evandro assumiram a dianteira em definitivo, com pequenas vantagens de um sobre o outro, inclusive nas duas únicas divulgações em que o petista liderou.
A perda de eleitores para André, de direita, ocasionou um direcionamento de ataques por parte da campanha de Wagner, também direitista, ao candidato do PL com o uso de vídeos do período em que ele realizava desafios no YouTube, chamados pelo próprio de "bobagens de adolescente". Enquanto isso, a campanha de Sarto, tentando reverter sua queda de intenções de voto, dedicou seu tempo de rádio e televisão para atrelar os índices de crimes violentos registrados no Ceará, sob a gestão de Elmano de Freitas, do PT, a Evandro, que por sua vez lembrou da sanção da taxa do lixo em 2023 pelo então prefeito.
| Período     | Instituto           | Entrevistados | Wagner   | Sarto            | André | Evandro | Outros | B/N  | NS/NR | Vantagem | Ref.   |       |       |     |      |       |      |       |        |
| ----------- | ------------------- | ------------- | -------- | ---------------- | ----- | ------- | ------ | ---- | ----- | -------- | ------ | ----- | ----- | --- | ---- | ----- | ---- | ----- | ------ |
| Período     | Instituto           | Entrevistados | 16–19/08 | Paraná Pesquisas | 800   | 31,3%   | Outros | B/N  | NS/NR | Vantagem | Ref.   | 20,1% | 16,4% | 10% | 6,3% | 10,1% | 5,9% | 11,1% | [ 70 ] |
| 20–21/08    | Datafolha           | 644           | 29%      | 23%              | 16%   | 10%     | 8%     | 9%   | 6%    | 6%       | [ 71 ] |       |       |     |      |       |      |       |        |
| 19–21/08    | Quaest              | 900           | 31%      | 22%              | 14%   | 14%     | 6%     | 9%   | 4%    | 9%       | [ 72 ] |       |       |     |      |       |      |       |        |
| 26–30/08    | Ideia               | 1 000         | 31%      | 24%              | 16%   | 14%     | 4,3%   | 5%   | 6%    | 7%       | [ 73 ] |       |       |     |      |       |      |       |        |
| 27/08–04/09 | Futura Inteligência | 1 000         | 25,8%    | 23,7%            | 21,2% | 10,9%   | 5,9%   | 6,3% | 6,1%  | 2,1%     | [ 74 ] |       |       |     |      |       |      |       |        |
| 30/08–04/09 | Atlasintel          | 1 211         | 21,7%    | 19,1%            | 25%   | 24,2%   | 4,7%   | 2,3% | 3,1%  | 0,8%     | [ 75 ] |       |       |     |      |       |      |       |        |
| 05–08/09    | Paraná Pesquisas    | 800           | 28,5%    | 18,8%            | 17,4% | 15,9%   | 4,7%   | 8,1% | 6,8%  | 9,7%     | [ 76 ] |       |       |     |      |       |      |       |        |
| 08–10/09    | Quaest              | 900           | 24%      | 18%              | 21%   | 21%     | 3%     | 8%   | 5%    | 3%       | [ 77 ] |       |       |     |      |       |      |       |        |
| 11–13/09    | Datafolha           | 826           | 23%      | 18%              | 25%   | 19%     | 3%     | 7%   | 3%    | 2%       | [ 78 ] |       |       |     |      |       |      |       |        |
| 12–15/09    | Paraná Pesquisas    | 800           | 24%      | 16%              | 22,1% | 19,4%   | 4,3%   | 7,6% | 5,9%  | 1,9%     | [ 79 ] |       |       |     |      |       |      |       |        |
| 16–17/09    | Real Time Big Data  | 1 000         | 20%      | 15%              | 23%   | 23%     | 7%     | 8%   | 4%    | empate   | [ 80 ] |       |       |     |      |       |      |       |        |
| 14–18/09    | Ideia               | 1 000         | 26%      | 21%              | 21%   | 18%     | 5,2%   | 3%   | 6%    | 5%       | [ 81 ] |       |       |     |      |       |      |       |        |
| 19–22/09    | Paraná Pesquisas    | 800           | 20,8%    | 15,6%            | 25,3% | 22,1%   | 3,9%   | 6,8% | 5,6%  | 3,2%     | [ 82 ] |       |       |     |      |       |      |       |        |
| 18–23/09    | Atlasintel          | 1 211         | 20,8%    | 22%              | 25%   | 24,6%   | 4,3%   | 0,8% | 2,5%  | 0,4%     | [ 83 ] |       |       |     |      |       |      |       |        |
| 18–21/09    | Futura Inteligência | 1 000         | 16,8%    | 15,2%            | 27,4% | 23,7%   | 6,7%   | 6%   | 6,8%  | 3,7%     | [ 84 ] |       |       |     |      |       |      |       |        |
| 23–24/09    | Datafolha           | 826           | 17%      | 15%              | 27%   | 25%     | 5%     | 7%   | 3%    | 2%       | [ 85 ] |       |       |     |      |       |      |       |        |
| 22–24/09    | Quaest              | 900           | 18%      | 18%              | 25%   | 23%     | 2%     | 8%   | 6%    | 2%       | [ 86 ] |       |       |     |      |       |      |       |        |
| 21–24/09    | IPESPE              | 1 000         | 18%      | 18%              | 26%   | 24%     | 3%     | 7%   | 3%    | 2%       | [ 87 ] |       |       |     |      |       |      |       |        |
| 24–28/09    | Ideia               | 1 000         | 21%      | 20%              | 23%   | 22%     | 5,7%   | 2%   | 7%    | 1%       | [ 88 ] |       |       |     |      |       |      |       |        |
| 30/09–01/10 | Real Time Big Data  | 1 000         | 19%      | 16%              | 25%   | 26%     | 6%     | 5%   | 3%    | 1%       | [ 89 ] |       |       |     |      |       |      |       |        |
| 30/09–04/10 | Ideia               | 1 000         | 19%      | 20%              | 25%   | 23%     | 3,5%   | 7%   | 3%    | 2%       | [ 90 ] |       |       |     |      |       |      |       |        |
| 29/09–04/10 | Atlasintel          | 2 601         | 17,3%    | 22,8%            | 27,5% | 27,7%   | 2,9%   | 0,6% | 1,2%  | 0,2%     | [ 91 ] |       |       |     |      |       |      |       |        |
| 04–05/10    | Datafolha           | 1 134         | 17%      | 13%              | 30%   | 28%     | 5%     | 6%   | 3%    | 2%       | [ 92 ] |       |       |     |      |       |      |       |        |
| 03–04/10    | Quaest              | 1 002         | 12%      | 14%              | 31%   | 29%     | 2%     | 9%   | 3%    | 2%       | [ 93 ] |       |       |     |      |       |      |       |        |
| 03/10       | Futura Inteligência | 600           | 13,8%    | 14,8%            | 31,5% | 26,7%   | 4,6%   | 3,7% | 5%    | 4,8%     | [ 94 ] |       |       |     |      |       |      |       |        |

Segundo turno
Durante o segundo turno a maioria das pesquisas apresentou considerável diferença entre os números de André e Evandro, sendo que o candidato do PL contou na maioria das vezes com certa vantagem em relação ao petista. O resultado acirrado da eleição refletiu a tendência de empate técnico em alguns levantamentos.
| Período  | Instituto           | Entrevistados | André    | Evandro   | B/N  | NS/NR | Vantagem | Ref.    |     |     |     |    |    |    |        |
| -------- | ------------------- | ------------- | -------- | --------- | ---- | ----- | -------- | ------- | --- | --- | --- | -- | -- | -- | ------ |
| Período  | Instituto           | Entrevistados | 08–09/10 | Datafolha | B/N  | NS/NR | Vantagem | Ref.    | 826 | 47% | 45% | 6% | 2% | 2% | [ 95 ] |
| 07–10/10 | Paraná Pesquisas    | 800           | 48,1%    | 43%       | 4,9% | 4%    | 5,1%     | [ 96 ]  |     |     |     |    |    |    |        |
| 12–14/10 | Real Time Big Data  | 1 000         | 45%      | 45%       | 6%   | 4%    | empate   | [ 97 ]  |     |     |     |    |    |    |        |
| 14–15/10 | Futura Inteligência | —             | 51,8%    | 40,8%     | 4,3% | 3,1%  | 11%      | [ 98 ]  |     |     |     |    |    |    |        |
| 13–16/10 | Paraná Pesquisas    | 800           | 47,6%    | 44,4%     | 4,8% | 3,3%  | 3,2%     | [ 99 ]  |     |     |     |    |    |    |        |
| 11–16/10 | Atlasintel          | 1 608         | 50%      | 47,9%     | 2%   | 0,2%  | 3,1%     | [ 100 ] |     |     |     |    |    |    |        |
| 13–17/10 | Instituto Veritá    | 2 010         | 50,1%    | 43,3%     | 4,1% | 2,5%  | 6,8%     | [ 101 ] |     |     |     |    |    |    |        |
| 15–17/10 | Quaest              | 900           | 43%      | 43%       | 10%  | 4%    | empate   | [ 102 ] |     |     |     |    |    |    |        |
| 20–22/10 | Quaest              | 900           | 42%      | 44%       | 12%  | 2%    | 2%       | [ 103 ] |     |     |     |    |    |    |        |
| 18–22/10 | Ideia               | 1 000         | 49%      | 43%       | 4%   | 4%    | 6%       | [ 104 ] |     |     |     |    |    |    |        |
| 20–23/10 | Paraná Pesquisas    | 1 000         | 47,1%    | 44,2%     | 5,1% | 3,6%  | 2,9%     | [ 105 ] |     |     |     |    |    |    |        |
| 23–24/10 | Real Time Big Data  | 1 000         | 45%      | 47%       | 5%   | 3%    | 2%       | [ 106 ] |     |     |     |    |    |    |        |
| 24/10    | Futura Inteligência | —             | 49,5%    | 43%       | 3,2% | 4,3%  | 6,5%     | [ 107 ] |     |     |     |    |    |    |        |
| 22–23/10 | Anza                | 1 066         | 48,6%    | 44,5%     | 6,4% | 0,5%  | 4,1%     | [ 108 ] |     |     |     |    |    |    |        |
| 20–25/10 | Instituto Veritá    | 2 080         | 49,9%    | 45,1%     | 3,3% | 1,7%  | 4,8%     | [ 109 ] |     |     |     |    |    |    |        |
| 20–25/10 | Atlasintel          | 1 600         | 50,5%    | 49,5%     | 0,9% | 0,4%  | 1%       | [ 110 ] |     |     |     |    |    |    |        |
| 25–26/10 | Datafolha           | 1 134         | 47%      | 45%       | 5%   | 3%    | 2%       | [ 111 ] |     |     |     |    |    |    |        |
| 25–26/10 | Quaest              | 1 002         | 44%      | 44%       | 11%  | 1%    | empate   | [ 112 ] |     |     |     |    |    |    |        |

## Debates
Primeiro turno
A partir de 8 de agosto, três dias após o limite para a realização das convenções partidárias, os veículos de comunicação de Fortaleza iniciaram a realização de debates com os candidatos a prefeito da cidade, estando assegurada conforme a legislação a participação dos filiados aos partidos com representação superior a nove deputados na Congresso Nacional. Desta forma, Chico Malta, Eduardo Girão, e Zé Batista não tiveram presença obrigatória, uma vez que suas agremiações não atingiram a cláusula de barreira nas eleições de 2022 — embora Girão tenha sido chamado para alguns dos confrontos.
Nos primeiros encontros, entre diversas questões, entraram em pauta a saúde e a segurança pública da capital cearense, havendo críticas à gestão de Sarto em ambas as áreas e ao posicionamento contrário de Evandro Leitão à instalação de uma CPI do narcotráfico enquanto presidia a ALECE. No debate realizado pelo jornal O Povo em parceria com a seccional cearense da Ordem dos Advogados do Brasil, em 27 de agosto, obteve repercussão nacional em perfis na Internet um momento em que George Lima, após ter sido chamado por André Fernandes de "inexpressivo" e "garganta de aluguel do PT", afirmou que a população não votaria nele terminando com a expressão "chupa aqui pra ver se sai leite"; a frase foi adaptada em uma música de sua campanha.
O debate promovido pelo Grupo Otimista em 16 de setembro evidenciou o acaloramento entre os principais adversários devido aos resultados acirrados das últimas pesquisas de opinião, sobretudo nas discussões de André Fernandes e Capitão Wagner, que disputam votos da direita — o candidato do PL lembrou que em eleições anteriores eles foram aliados e que no pleito de 2024 o postulante do União Brasil utilizou vídeos antigos seus no YouTube para tirá-lo de um eventual segundo turno. Ao fim do primeiro bloco do encontro, Eduardo Girão, do NOVO, que havia sido convidado pelo grupo, foi retirado após uma decisão da Justiça Eleitoral determinar a exclusão do parlamentar. A expedição partiu de um pedido do Solidariedade, de George Lima, que alegou o descumprimento de um acordo com o grupo de que apenas candidatos de partidos com pelo menos cinco membros no Congresso Nacional participassem.
No último debate do primeiro turno, exibido pela TV Verdes Mares em 3 de outubro, Girão não foi convidado devido ao NOVO não atender à cláusula de barreira e não haver alcançado mais de 10% de intenções de votos nas pesquisas da Quaest. O candidato chegou a obter uma liminar em primeira instância que assegurava sua participação, mas o TRE-CE a derrubou poucas horas antes do encontro endossando a representação no Congresso Nacional.
| Data  | Veículo                     | Mediação                            | Candidatos      | Candidatos     | Candidatos                    | Candidatos     | Candidatos  | Candidatos | Candidatos  | Ref.    |
| Data  | Veículo                     | Mediação                            | André Fernandes | Capitão Wagner | Eduardo Girão                 | Evandro Leitão | George Lima | José Sarto | Tecio Nunes | Ref.    |
| ----- | --------------------------- | ----------------------------------- | --------------- | -------------- | ----------------------------- | -------------- | ----------- | ---------- | ----------- | ------- |
| 08/08 | Band Ceará                  | Túlio Amâncio                       | presente        | presente       | presente                      | presente       | presente    | presente   | presente    | [ 115 ] |
| 27/08 | O Povo                      | Ítalo Coriolano                     | presente        | presente       | não convidado                 | presente       | presente    | presente   | presente    | [ 118 ] |
| 28/08 | Pontopoder                  | Inácio Aguiar                       | presente        | presente       | não convidado                 | presente       | presente    | presente   | presente    | [ 119 ] |
| 16/09 | Grupo Otimista              | Paulo César Norões                  | presente        | presente       | retirado por decisão judicial | presente       | presente    | presente   | presente    | [ 116 ] |
| 28/09 | Grupo Cidade de Comunicação | Alexandre Medeiros e Bianca Saraiva | presente        | presente       | presente                      | presente       | presente    | presente   | presente    | [ 117 ] |
| 03/10 | TV Verdes Mares             | Leal Mota Filho                     | presente        | presente       | não convidado                 | presente       | presente    | presente   | presente    | [ 122 ] |

Segundo turno
A primeira emissora a confirmar um debate entre André Fernandes e Evandro Leitão, que avançaram ao segundo turno, foi a Band Ceará, para 14 de outubro. O segundo encontro, do Pontopoder, projeto de cobertura política do Diário do Nordeste, Verdinha FM e TV Diário, inicialmente marcado para o dia 9, foi adiado a pedido de ambas as campanhas para 16 a fim de garantir a presença dos candidatos. O confronto que seria promovido pelo O Povo no dia 17 tornou-se sabatina com André após Evandro alegar conflitos com sua agenda no horário da realização. Pelo mesmo motivo o petista também não confirmou presença no debate que seria realizado pela TV Jangadeiro no dia 21, assim a emissora o cancelou e decidiu entrevistar os dois individualmente. O último confronto foi promovido pela TV Verdes Mares no dia 25.
| Data  | Veículo         | Mediação        | Candidatos      | Candidatos     | Ref.    |
| Data  | Veículo         | Mediação        | André Fernandes | Evandro Leitão | Ref.    |
| ----- | --------------- | --------------- | --------------- | -------------- | ------- |
| 14/10 | Band Ceará      | Rogério Gomes   | presente        | presente       | [ 124 ] |
| 16/10 | Pontopoder      | Inácio Aguiar   | presente        | presente       | [ 125 ] |
| 17/10 | O Povo          | Marcos Tardin   | presente        | ausente        | [ 126 ] |
| 25/10 | TV Verdes Mares | Leal Mota Filho | presente        | presente       | [ 128 ] |

## Consequências

### Resultados
Com a definição de que André Fernandes e Evandro Leitão disputariam o segundo turno para prefeito em Fortaleza, esta foi a primeira vez em que estreantes alcançaram a segunda fase da campanha na cidade desde 2012, quando haviam avançado Roberto Cláudio e Elmano de Freitas, que por sua vez havia sido o último candidato do PT a ter chegado nos dois primeiros lugares. O avanço de ambos foi classificado por analistas políticos como uma reprise da polarização presente na eleição presidencial de 2022, decidida entre Lula e Jair Bolsonaro, respectivamente do PT e do PL.
Terceiro colocado, José Sarto foi o primeiro candidato à reeleição na história da cidade que não prosseguiu para disputar o segundo turno desde que a possibilidade de segundo mandato consecutivo passou a vigorar no Brasil, em 1997; até então Juraci Magalhães em 2000, Luizianne Lins em 2008 e Roberto Cláudio em 2016 não apenas prosseguiram como também se sagraram vitoriosos. Capitão Wagner, quarto colocado, ficou de fora da segunda fase da campanha pela primeira vez após tê-la disputado nas duas vezes em que se candidatou ao cargo, em 2016 e 2020.
A vitória de Evandro sobre André no segundo turno tornou a eleição de 2024 a mais acirrada da história de Fortaleza desde 1988, quando Ciro Gomes, então do PMDB, obteve 176 mil votos contra Edson Silva, do PDT, com 171 mil — uma diferença de 5,1 mil votos. No cenário nacional, a cidade teve a disputa mais acirrada entre as capitais brasileiras. A taxa de abstenção de 15,84% também foi a menor do segundo turno no país. O pleito marcou o retorno do PT ao Paço Municipal doze anos após Luizianne deixar o cargo, tendo Fortaleza sido a única capital onde o partido conseguiu eleger um candidato.

### Apoios no segundo turno
Logo após a definição do segundo turno, Eduardo Girão, quinto colocado na eleição para prefeito, declarou seu voto na candidatura de André afirmando que a vitória de Evandro "seria o pior cenário possível" e que a população fortalezense estava "sofrendo muito com os petistas tanto na esfera federal quanto na estadual". Alguns dias depois Capitão Wagner também anunciou apoio pessoal ao candidato do PL por ser "contra o sistema" e revelou que ele comprometeu-se em absorver no programa de governo propostas suas, como as relacionadas à segurança e à saúde mental. Na condição de presidente estadual do União Brasil, Wagner liberou os membros de seu partido para apoiar quem quisessem.
Antes do primeiro turno ser encerrado, George Lima, sétimo colocado, anunciou que apoiaria Evandro caso ele avançasse ao segundo turno, o que se confirmou, com o candidato do Solidariedade classificando o petista como representante de "um grupo que vem fazendo mudanças significativas no estado" e André como "inexperiente". O PSOL, estritamente contrário a André por sua associação a Bolsonaro, manifestou apoio formal a Evandro numa coletiva de imprensa onde estiveram presentes Tecio Nunes, sexto colocado na eleição para prefeito, e os vereadores eleitos Gabriel Aguiar e Adriana Jerônimo. O PCB, de Chico Malta, e o PSTU, de Zé Batista, últimos colocados nos resultados para a prefeitura, emitiram apoio crítico a Evandro por, enxergando André como representante do fascismo e do neoliberalismo, não acreditarem no projeto de conciliação defendida pelo PT. Num comício do PT onde Lula esteve presente, Luizianne Lins, derrotada no processo interno do partido para a escolha do postulante à prefeitura, subiu no palanque para simbolizar pela primeira vez seu apoio a Evandro.
No PDT, de José Sarto, houve divisão nos apoios no segundo turno. O próprio prefeito, alguns dias depois de manter-se reservado, emitiu nota decidindo pela "neutralidade" por não concordar com ambas as candidaturas: "uma delas tenta implantar uma soberania nociva e a outra representa muitas incertezas". Inicialmente André Figueiredo, presidente nacional do partido, também pregou que a neutralidade era a "postura mais adequada" no segundo turno por ambos os candidatos não estarem alinhados a seus "princípios e bandeiras", mas depois posicionou-se a favor da eleição de Evandro, justificando que quem defende os "ideais de [Leonel] Brizola" (fundador do PDT) deve "estar lado a lado com aqueles que verdadeiramente defendem a democracia". Roberto Cláudio apoiou André por acreditar que a gestão do PT era "uma fórmula que já deu errado" em Fortaleza e estava "destruindo" o Ceará.
Na Câmara de Fortaleza, 20 vereadores eleitos declaram voto a André, enquanto 23 apoiaram Evandro.